# Fantasmático
Fantasmatico fue un alienígena del omnitrix y posteriormente un villano de la saga de series Ben 10.

## Historia

### En la serie
Fue incluido en el Omnitrix como ADN y todo por el creador del Onmitrix y este mismo alienígena es de un planeta lleno de extraterrestres en forma de fantasmas, tiene una especie de traje o manta que le permite ser inmune a la luz solar, por eso Ben dijo que siempre se sentía raro al estar convertido en Fantasmático. Por eso eran las trasformaciones erradas eso y que todos querían quitarle el Omnitrix. y lo que Ben no sabía es que fantasmatico aprendía cada vez que Ben se transformaba en él. 
En el episodio El Fantasma anda Suelto , se libera del Omnitrix y muestra su forma verdadera, su plan era tomar la forma de Ben para controlar el Omnitrix con ayuda de los Fenómenos del Circo, pero Ben lo derrotó gracias al Sol. En la tercera temporada en una base de la nasa es revivido por el doctor Víctor, la momia y el yenaldushi y convierte a todos los humanos en mutantes corrudiun pero es derrotado una vez más por el Sol y Ben accidentalmente absorbe su ADN otra vez.

## Habilidades y debilidades
Habilidades
Poseer cuerpos de otros seres vivos.
Intangibilidad.
Debilidades
El Sol.

## Trivia
- Según Ben se sentía raro al convertirse en Fantasmático.

- Después de la derrota de Fantasmático, el opening de Ben 10 fue cambiado y Fantasmático fue remplazado por Canonnbolt como el alien número 9.

- Fantasmático tiene el poder de poseer a la gente pero en ningún momento Ben ha usado ese poder cuando se convierte en Fantasmático, sin embargo cuando el abuelo Max estaba en el hospital con una pierna lesionada Ben pensaba convertirse en Fantasmático para que el abuelo pudiera caminar, lo que significa que Ben ya sabía que Fantasmático podía poseer a la gente pero es más, nunca usó ese poder.

- Datos: Q5855948